# L'Anonima Talenti
L'Anonima Talenti (Talents, Incorporated) è un romanzo di fantascienza dello scrittore Murray Leinster, pubblicato nel 1962.
L'opera è stata definita una space opera di genere "commedia".

## Trama
Il giovane capitano Bors sta distruggendo documenti top secret negli uffici del Ministero degli affari diplomatici pianeta Kandar, prossimo a essere invaso, senza motivo, dai mekinesi. Negli altri ministeri, si sta procedendo ad analoga distruzione. La flotta ostile è attesa da un momento all'altro e il destino del pacifico pianeta è segnato: sarà presto soggiogato dal crudele nemico, il suo popolo vessato e le autorità torturate per rappresaglia e monito. Bors si affretta a terminare il compito: subito dopo si dovrà trasferire su una delle astronavi kandariane per un ultimo tentativo di difesa, mentre le autorità pubbliche saranno evacuate di nascosto verso pianeti amici. L'esito dell'imminente battaglia è scontato: la differenza numerica tra le astronavi di Kandar e quelle di Mekin è una contro cento e la sconfitta dei difensori certa. Improvvisamente sul pianeta atterra l'astroyact Sylva e da esso sbarca un certo Morgan che si presenta a Bors con una lettera di referenze del Ministro degli affari diplomatici di un pianeta amico, Norden. Morgan offre a Bors e, per il suo tramite a Mekin, un "particolare" aiuto contro gli invasori da parte dell' "Anonima Talenti", una società composta da fenomeni in vari campi: indovini, rabdomanti, straordinari matematici, ipnotizzatori e altri talenti. Bors è scettico ma accetta l'aiuto di Morgan e della sua bella e giovane figlia, Gwenlyn, convinto che, in quella disperata situazione, ogni offerta d'aiuto, anche se proveniente da un probabile ciarlatano, sia meglio di nulla. Morgan, grazie al suggerimento di uno dei suoi indovini, suggerisce a Bors la presenza di un'astronave nemica nascosta su Kandsar, con il compito di distruggere la flotta kandariana raggruppata, con un'unica potentissima bomba. Il suggerimento si rivela esatto, l'astronave viene distrutta e il pericolo sventato. Morgan, grazie alle doti di un suo "talento", un prodigioso matematico, permette all'astronave di Bors di ottenere un primo insperato successo contro un'astronave mekiniana in avanscoperta: il programma di navigazione dei missili dell'astronave kandariana viene modificato cosicché essi non possano essere intercettati. Il vascello nemico non ha scampo. Nonostante lo scetticismo e la contrarietà del re di Kandar, Humphrey VIII, che preferirebbe una resa, sperando così di ottenere pietà dal crudele invasore, la flotta kandariana annienta lo sciame di astronavi nemiche.
Il Re teme che la disfatta della prima ondata d'invasione incattivisca i mekiniani e li spinga a infierire contro il suo popolo; infatti Humphrey VIII non crede possibile la vittoria della sua flotta, considerando incolmabile il divario delle forze in campo e conoscendo la fama di invincibilità del nemico. Il Re ordina perciò alla sua flotta di nascondersi in orbita intorno al lontano pianeta Glamis II, studiando con il suo Governo una possibile resa incondizionata. Bors convince l'Ammiraglio della flotta e il Re a lasciarlo combattere i mekiniani con la sua astronave in azioni autonome di pirateria. Le azioni di Bors hanno successo e la sua fama si diffonde tra i pianeti occupati da Mekin, grazie anche all'aiuto di una telepate dell'"Anonima Talenti", accendendo la rivolta. Tuttavia il Re ordina a Bors di cessare le ostilità e alla flotta di consegnarsi al nemico. Bors rifiuta la resa, congedandosi dalla flotta: il giovane sa che i mekiniani non rispetteranno nessun patto, poiché egli, figlio del defunto Re del pianeta Tralee, soggiogato dai mekinesi dieci anni prima, aveva avuto modo di conoscere la doppiezza del nemico. Dopo una delle scaramucce ingaggiate, l'astronave di Bors ha un'avaria. Lui e il suo equipaggio vengono inaspettatamente tratti in salvo dall'astroyact Sylva pilotato da Gwenlyn, guidata verso Bors dalle indicazioni di un indovino della sua squadra. L'indomabilità del capitano è d'esempio per molti ribelli e fomenta i suoi commilitoni alla battaglia. Quando la flotta di Mekin arriva nel sistema solare di Kandar per distruggerlo come rappresaglia per la resistenza, trova la flotta kandariana equipaggiata con i nuovi sistemi d'arma e di un innovativo sistema di navigazione "spazio-stasi", frutto delle conoscenze del matematico di Morgan. La flotta nemica viene distrutta completamente, la guerra viene portata su Mekin che viene costretto presto alla resa. Morgan, al termine della guerra, confessa al vittorioso Bors di averlo aiutato poiché uno dei suoi indovini aveva pronosticato il suo futuro matrimonio con la figlia, Gwenlyn e l'ascesa al trono di Tralee del giovane. I due giovani rispetteranno la profezia sposandosi, diventando il re e la regina di Tralee.

## Personaggi
BorsCapitano della flotta spaziale del pianeta Kandar. È originario del pianeta Tralee, conquistato dieci anni prima dai Mekinesi. Dopo l'invasione si è rifugiato su Kandar e ne comanda la flotta.
MorganPresidente e direttore generale della Società Anonima Talenti. Offre aiuto ai cittadini di Kandar contro gli invasori provenienti dal pianeta Mekin.
GwenlynLa figlia di Morgan.
Humphrey VIIIIl re di Kandar.

## Edizioni
- (EN) Murray Leinster, Talents, Incorporated, 1ª ed., New York, Avon Book Division, 1962.
- (DE) Murray Leinster, Talente-GmbH, traduzione di Hubert Straßl, Terra, n. 432, Monaco di Baviera, Moewig, 1965,  p. 66.
- Murray Leinster, L'Anonima Talenti, traduzione di Paulette Peroni, Terra, n. 13, Milano, Editrice Nord, 1972,  p. 184.